# Laser 558
De zeezender Laser 558 zond radio uit vanaf het zendschip MV Communicator,  dat in de nabijheid van het zendschip Ross Revenge van Radio Caroline verankerd lag voor de Engelse kust. Er werd op 19 januari 1984 met testuitzendingen begonnen en op 20 april 1987 werd met alle uitzendingen gestopt. Gebruikte frequenties waren 558 kHz en 576 kHz middengolf. Het Department Of Trade and Industry van het Verenigd Koninkrijk stuurde een patrouilleboot, de Dioptric Surveyor, naar een plaats tussen de Communicator en Ross Revenge om deze twee schepen te bespieden. Deze actie Eurosiege 85 was bedoeld om de medewerkers aan boord, van de bevoorrading en alle sponsors van de Laser 558 en Radio Caroline in hun bezigheden te ontmoedigen en zo de twee zeezenders te laten stoppen.